# Колокол Уэски

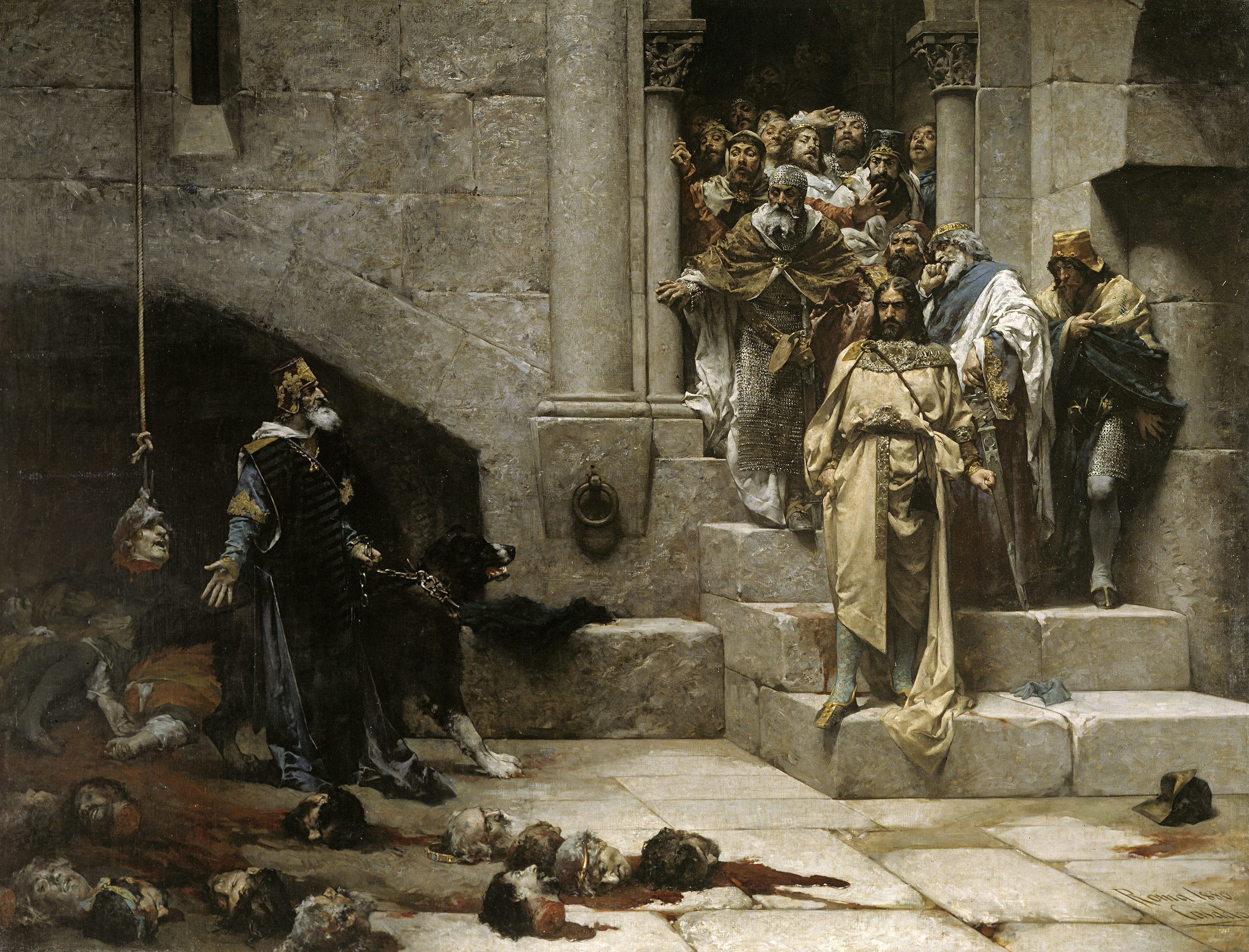
Хосе Касадо дель Алисал. Колокол Уэски, 1880. Музей Прадо.

«Колокол Уэски» — испанская средневековая легенда, связанная с именем короля Рамиро II, правившего в Арагоне в 1134—1137 годах. Эта легенда получила название «Колокол Уэски» и множество раз обыгрывалась в литературе и изобразительном искусстве более позднего времени, хотя историки ставят под сомнение ее достоверность, указывая на античные корни легенды.

## Сюжет легенды
В начале своего правления королю Рамиро II пришлось бороться с оппозицией среди рыцарей и дворянства. Узнав, что готовится заговор против него, Рамиро отправился за советом (или послал гонцов) к аббату монастыря Сент-Понс де Томьерс, где жил в молодости. Аббат был занят подрезанием роз (или, в другом варианте легенды, капусты) в монастырском саду. Рамиро описал ему всю ситуацию и спросил совета. Однако аббат не отвечал, а продолжал заниматься своим делом. Он обрезал самые высоко растущие розы (или самые крупные кочаны) и в конце концов просто велел Рамиро делать то же самое. (В другом варианте легенды гонцы просто передали королю, что видели).
Рамиро понял совет аббата и вскоре пригласил всех знатных аристократов в город Уэску, где пообещал показать им колокол, который будет слышно во всей провинции. Когда же они прибыли, то увидели обезглавленные тела заговорщиков, а голова лидера предполагаемого восстания была привязана к языку колокола. Действительно, об этом колоколе услышали во всей Уэске.

## Историчность
Упоминания о событии, которое могло лечь в основу легенды, встречается в Первых Толедских анналах, начатых в середине XII века:
В Уэске были убиты [12] знатных рыцарей [королем Арагона]. Эра MCLXXIV [1136 год].
В начале правления Рамиро II даже на какое-то время потерял трон и в 1135 году вынужден был укрываться в Бесалу. Возвратившись, король подавил бунты, обезглавив нескольких из влиятельных бунтовщиков.
Подробности же легенды, по всей видимости, заимствованы в измененном виде из сюжета, описанного Геродотом:
Так, Периандр послал глашатая к Фрасибулу спросить совета, как ему, установив самый надежный государственный строй, лучше всего управлять городом. Фрасибул же отправился с прибывшим от Периандра глашатаем за город и привел его на ниву. Проходя вместе с ним по полю, Фрасибул снова и снова переспрашивал о причине прибытия его из Коринфа. При этом тиран, видя возвышающиеся над другими колосья, все время обрывал их. Обрывая же колосья, он выбрасывал их, пока не уничтожил таким образом самую красивую и густую часть нивы. Так вот, проведя глашатая через поле и не дав никакого ответа, тиран отпустил его. По возвращении же глашатая в Коринф Периандр полюбопытствовал узнать ответ Фрасибула. А глашатай объявил, что не привез никакого ответа и удивляется, как это Периандр мог послать его за советом к такому безумному человеку, который опустошает собственную землю. Затем он рассказал, что видел у Фрасибула. Периандр же понял поступок Фрасибула, сообразив, что тот ему советует умертвить выдающихся граждан. Тогда-то тиран начал проявлять величайшую жестокость к своим гражданам.
Для исследователей испанской легенды труднее всего было объяснить, когда произошло укоренение античного мифа на испанской почве. Филолог Мануэль Альвар утверждал, что история возникла в обстоятельствах борьбы за каролингское наследство, когда группы арагонской знати боролись между собой и против короля ради достижения больших высот власти и богатства.
С Нового времени постоянно велись споры об историчности мифа. Херонимо Сурита в XVI веке предложил концепцию, по которой признавалась историчность убийства группы дворян, но при этом отрицались сопутствующие детали с колоколом и капустой. Этой концепции в основном и придерживались до конца XIX века. Историография рубежа XIX–XX веков считала легенду полностью вымышленной (в основном под влиянием морально-этического аспекта). В середине XX века вновь обратились к документам, обнаружив несколько арабских источников, упоминающих о разбойном нападении группы испанских дворян на проходящий по арагонской территории исламский караван. Возможно, это и стало причиной королевского гнева, тем более что имена участников грабежа вскоре исчезли из ревизских списков.